# توسان (آریزونا)
توسان (به انگلیسی: Tucson)‏ (‎/ˈtuːsɒn, tuːˈsɒn/‎) شهری در ایالت آریزونا، ایالات متحدهٔ آمریکا است. توسان دومین شهر بزرگ ایالت آریزونا پس از فینیکس (مرکز) است.
توسان MSA بخشی از منطقه آماری ترکیبی توسان-نوگالس بزرگتر را تشکیل می‌دهد. توسان و فینیکس هر دو کریدور خورشید آریزونا را لنگر می‌اندازند. این شهر در ۱۰۸ مایلی (۱۷۴ کیلومتری) جنوب شرقی فونیکس و ۶۰ مایلی (۱۰۰ کیلومتری) شمال مرز ایالات متحده و مکزیک قرار دارد.

## حومه‌های مهم
توسان عبارتند از اورو ولی و مارانا در شمال غربی شهر، سهوآریتا در جنوب شهر و ساوث توسان در جنوب مرکز شهر. جوامع اطراف توسان (برخی در داخل یا همپوشانی با محدوده شهر) شامل کاساس ادوبس، کاتالینا فات‌هیلز، فلویینگ ولز، میدوایل پارک، تانکه ورد، تورتولیتا و ویل است. شهرهای خارج از منطقه کلانشهری توسان شامل تری پوینتز، بنسون در جنوب شرقی، کاتالینا و اوراکل در شمال و گرین ولی در جنوب است.

## تاریخچه
توسان در سال ۱۷۷۵ به عنوان یک قلعه نظامی توسط اسپانیایی‌ها تأسیس شد، زمانی که هوگو اوکانر دستور ساخت پرسیدیو سن آگوستین دل توکسون را صادر کرد. پس از استقلال مکزیک از امپراتوری اسپانیا در سال ۱۸۲۱، این شهر به ایالت سونورا ضمیمه شد. در سال ۱۸۵۳، ایالات متحده با خرید گزدن، حدود ۲۹٬۶۷۰ مایل مربع (۷۶٬۸۴۰ کیلومتر مربع) از منطقه کنونی جنوب آریزونا و جنوب غربی نیومکزیکو را از مکزیک به دست آورد. توسان از سال ۱۸۶۷ تا ۱۸۷۷ به عنوان پایتخت قلمرو آریزونا خدمت کرد. این شهر تا سال ۱۹۲۰ که فینیکس از آن پیشی گرفت، پرجمعیت‌ترین شهر آریزونا در دوره قلمرو و اوایل ایالتی بود. با این حال، رشد جمعیت آن در اواخر قرن بیستم همچنان قوی بود. توسان در سال ۲۰۱۵ به عنوان اولین شهر آمریکایی توسط یونسکو به عنوان «شهر خوراک‌شناسی» تعیین شد.
نکات برجسته
- ۱۷۷۵: تأسیس توسان توسط اسپانیایی‌ها
- ۱۸۲۱: توسان به بخشی از مکزیک تبدیل می‌شود
- ۱۸۵۳: ایالات متحده توسان را از مکزیک خریداری می‌کند
- قرن بیستم: رشد توسان به عنوان یک مرکز دانشگاهی، علمی و صنعتی
- امروزه: توسان دومین شهر بزرگ آریزونا است

### توسعه توسان
پس از استقلال مکزیک از اسپانیا در سال ۱۸۲۱، توسان به بخشی از ایالت سونورا تبدیل شد. در طول قرن نوزدهم، این شهر به عنوان یک مرکز تجاری و کشاورزی رشد کرد. در سال ۱۸۵۳، ایالات متحده منطقه ای که اکنون توسان در آن قرار دارد را از مکزیک خریداری کرد.

### توسان در قرن بیستم
در قرن بیستم، توسان به رشد خود ادامه داد و به عنوان یک مرکز دانشگاهی، علمی و صنعتی شناخته شد. این شهر همچنین به دلیل آب و هوای گرم و آفتابی خود به یک مقصد گردشگری محبوب تبدیل شد.

### امروزه
امروزه، توسان دومین شهر بزرگ ایالت آریزونا است. این شهر به دلیل تنوع فرهنگی، تاریخ غنی و محیط زیست زیبا، به مکانی جذاب برای زندگی و بازدید تبدیل شده‌است.

## نام
نام اسپانیایی شهر، توسان، از زبان اودهام «Cuk Ṣon» گرفته شده‌است. این نام به‌طور معمول به عنوان «(در) پای تپه سیاه» ترجمه می‌شود که اشاره ای به تپه ای پوشیده از بازالت است که اکنون به عنوان قله نگهبان شناخته می‌شود. توسان گاهی اوقات با نام‌های «پوئبلوی قدیمی» و «دره اپتیک» شناخته می‌شود که دومی به علوم و تلسکوپ‌های اپتیکی آن که در سراسر جهان شناخته شده‌اند، اشاره دارد.

## پیشینه
شهر توسان بر روی دشت سانتا کروز ساخته شد. تاریخ تأسیس شهر را ۱۷۷۵ دانسته‌اند.
اما قدیمی‌ترین باشندگان این دشت، سرخ‌پوستان هوهوکام (Hohokam) بودند که در قرن نهم میلادی اینجا می‌زیسته‌اند.
مهاجران اسپانیایی، که در قرن هفدهم وارد منطقه شدند، نام «توسان» را از نام شوک-شون (Schuk-Shon) گرفتند که به‌معنای «بر دامنهٔ کوه سیاه» است.

## مراکز دانشگاهی و پژوهشی
یکی از ویژگی‌های منحصر به فرد توسان نزدیکی این شهر به ۴ رصدخانه مهم آمریکا است که همگی در فاصله زمانی حداکثر ۲ ساعتی از شهر قرار دارند:
- رصدخانه بین‌المللی کوه گراهام در شرق شهر
- رصدخانه فرد لارنس ویپل در جنوب
- رصدخانه ملی کیت پیک در غرب شهر
- رصدخانه استوارد دانشگاه آریزونا در شمال‌شرق شهر (کوه لِمون)

موسسات آموزش عالی این شهر عبارتند از:
- دانشگاه آریزونا
- رصدخانه اپتیکی ملی آمریکا

## مراکز فرهنگی و گردشگری
- موزه بیابانی آریزونا-سونورا
- موزه هوافضای پیما
- سنتینال پیک، آریزونا
- پارک ماونتن کاونتی توسان
- دره تگزاس
- کلیسای خاویر مقدس
- کلیسای آگوستین مقدس

## حمل و نقل
- فرودگاه بین‌المللی توسان

## نگارخانه

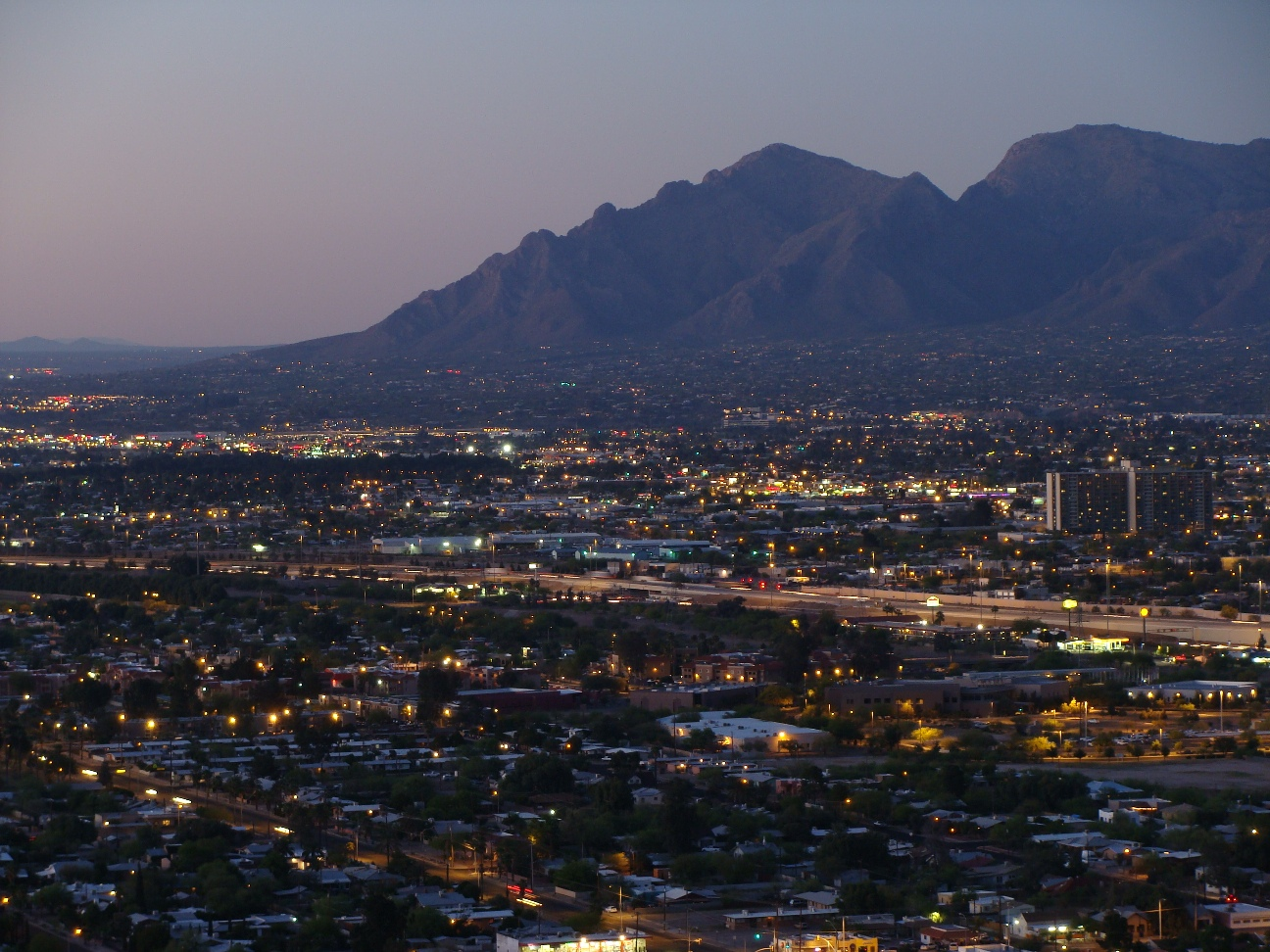
نمایی از شمال غربی شهر توسان و کوهستان‌های کاتالیناس اطراف
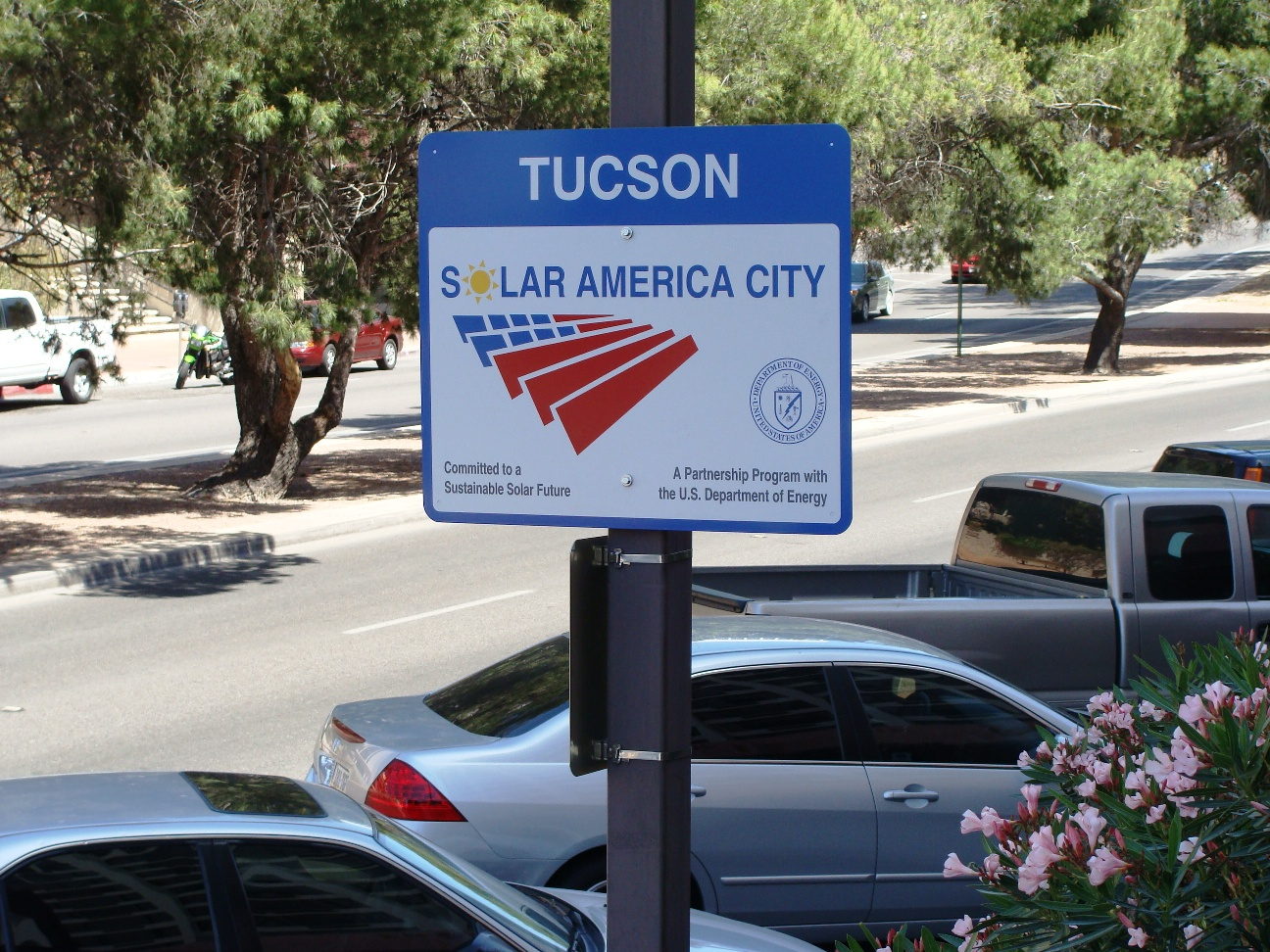
نمایی از خیابان کانگرس در مرکز شهر. بر روی تابلو نوشته شده: «توسان یک شهر انرژی خورشیدی است.»